# Kasia Wilk
Kasia Wilk, född 3 januari 1982 i Lubin, är en polsk sångare. 

## Karriär
Sedan år 2005 har hon släppt fyra studioalbum men bara de två senare var soloalbum. Det tredje albumet Unisono var hennes första soloalbum och det släpptes den 31 oktober 2008. Det fjärde albumet Drugi raz var hennes första efter att fått kontrakt med skivbolaget Universal Music Group och det släpptes den 25 november 2011. Det är dock hennes två första album där hon samarbetat med andra artister som har blivit mest framgångsrika. Det första albumet Jedenaście, som spelades in tillsammans med KTO TO, nådde tredje plats på den polska albumlistan. Det andra albumet Eudaimonia, som spelades in tillsammans med Mezo och Tabb, nådde sjuttonde plats på den polska albumlistan. Hennes två soloalbum har inte placerat sig på listan. Bland hennes kändare singlar finns "Pierwszy raz" från 2008 vars officiella musikvideo hade fler än 1,5 miljoner visningar på Youtube i september 2012.

## Diskografi

### Album
- 2005 - Jedenaście (med KTO TO)
- 2006 - Eudaimonia (med Mezo och Tabb)
- 2008 - Unisono
- 2011 - Drugi raz